# Corneillan
Corneillan település Franciaországban, Gers megyében. Lakosainak száma 156 fő (2022. január 1.). Corneillan Bernède, Gée-Rivière, Labarthète, Lannux, Saint-Germé és Saint-Mont községekkel határos.

## Népesség
A település népességének változása:
| Lakosok száma | 140  | 114  | 115  | 141  | 135  | 133  | 146  | 153  | 154  | 156  |
|               | 1968 | 1982 | 1990 | 2006 | 2013 | 2015 | 2017 | 2019 | 2020 | 2022 |